# Reginald Bretnor
Reginald Bretnor, né Alfred Reginald Kahn le 30 juillet 1911 à Vladivostok en Russie et mort le 22 juillet 1992  à Medford en Oregon, est un écrivain américain de science-fiction, surtout remarqué pour ses nouvelles et par sa tendance, inhabituelle à son époque, à faire œuvre de critique littéraire à l'égard des récits de science-fiction.

## Famille et vie privée
Son père, Grigory Kahn, était né en Russie, et sa famille a quitté la Sibérie en 1917 pour le Japon avant de s'établir ultérieurement aux États-Unis. Sa mère était britannique avant d'acquérir la nationalité russe.
Il avait une sœur, Margaret.
Il s'est marié en 1948 avec Helen Harding, une traductrice, et est resté avec elle jusqu'à son décès en 1967. Par la suite il a épousé Rosalie McShane.

## Œuvres

### Divers
- Maybe Just A Little One (nouvelle, 1947)
- The Gnurrs Come from the Voodvork Out (nouvelle proposée au prix Hugo de la meilleure nouvelle courte 1951)
- The Doorstep
- The Man On Top
- Cat
- Genius of the Species
- The Past and Its Dead People
- Old Uncle Tom Cobleigh and All
- The Proud Foot of the Conqueror
- The Timeless Tales of Reginald Bretnor (anthologie posthume de 15 nouvelles)

### SériePapa Schimmelhorn
- The Gnurrs Come From the Voodvork Out (nouvelle, 1950)
- Little Anton (nouvelle, 1951)
- Papa Schimmelhorn and the S.O.D.O.M. Serum (1973)
- Count Von Schimmelhorn and the Time-Pony (nouvelle longue, 1974)
- The Ladies of Beetlegoose Nine (nouvelle longue, 1976)
- Papa Schimmelhorn's Yang (nouvelle, 1978)
- The Schimmelhorn File : Memoirs of a Dirty Old Genius (anthologie, 1979)
- Schimmelhorn's Gold (roman, 1986)
- Nobelist Schimmelhorn (nouvelle, 1987)

### Anthologies
- The Future at War I : Thor's Hammer (1979, éditeur)
- The Future at War II : The Spear of Mars (1980, éditeur)
- The Future at War III : Orion's Sword (1980, éditeur)

### SérieFerdinand Feghoot
Sour le pseudonyme de Grendel Briarton, qui constitue l'anagramme de ses nom et prénom, il publie une série de romans mettant en scène le héros Ferdinand Feghoot, un voyageur temporel.